# اورونه
اورونه (به ایتالیایی: Orune) یک کومونه در ایتالیا است که در استان نیورو واقع شده‌است. اورونه ۱۲۸٫۶ کیلومتر مربع مساحت و ۲٬۹۰۲ نفر جمعیت دارد.

## خواهرخوانده
شهرهای بوردو و Iffendic خواهرخوانده‌های اورونه هستند.